# Thả thí thiên hạ
Thả thí thiên hạ (tiếng Trung: 且试天下; bính âm: Qiě shì tiānxià; tiếng Anh: Who Rules The World), là phim ngôn tình, võ hiệp, cổ trang của Trung Quốc năm 2022, cải biên từ tiểu thuyết cùng tên của Khuynh Linh Nguyệt. Phim do Doãn Đào làm đạo diễn với sự tham gia của diễn viên Dương Dương, Triệu Lộ Tư. Phim bắt đầu phát sóng vào ngày 18 tháng 4 năm 2022 trên Tencent Video (ở quốc nội) và weTV (hải ngoại).

## Phát sóng
| Kênh          | Địa điểm   | Ngày phát sóng                            | Thời gian chiếu |
| Tencent Video | Trung Quốc | 18 tháng 4 năm 2022 - 17 tháng 5 năm 2022 | 20:00           |
| WeTV          | Toàn cầu   | 18 tháng 4 năm 2022 - 17 tháng 5 năm 2022 | 20:00           |
| Netflix       | Toàn cầu   | 28 tháng 4 năm 2022 - 28 tháng 5 năm 2022 |                 |

## Nội dung
Thiên hạ chia làm bảy phần, hoàng tộc được tôn trọng, phía dưới là lục quốc do lệnh Huyền Thiết cai trị. Lúc đó trong thiên hạ xuất hiện 2 vị cao thủ kiệt xuất, một bên là Hắc Phong Tức – bang chủ của Ẩn Tuyền Thủy Tạ, một bên là nữ cao thủ Bạch Phong Tịch.
Bạch Phong Hắc Tức hai người vừa là bằng hữu vừa là đối thủ, mỗi lần gặp gỡ là một lần giao đấu, ngang tài ngang sức khiến thiên hạ phải ngưỡng mộ. Nhưng bản thân Hắc Phong Tức và Bạch Phong Tịch đều giấu những bí mật riêng về thân thế của mình, cũng như mục đích họ bước chân vào giang hồ.
Lúc này, Huyền Cực Lệnh của hoàng tộc bị đánh cắp. Với câu nói lưu truyền dân gian: “Có được Huyền Cực Lệnh sẽ có được thiên hạ” khiến lục quốc đều nóng lòng tham gia vào cuộc chiến đẫm máu này. Hắc Phong Tức và Bạch Phong Tịch cũng không thể đứng ngoài.

## Nhân vật

### Vai chính
| Diễn viên                                                  | Vai             | Giới thiệu | Phối âm Trung văn |
| Dương Dương Thiếu niên: Từ Uy La Đồng niên: Lưu Dịch Nhiễm | Phong Lan Tức   | Ung Châu Nhị hoàng tử → Vĩnh Bình quân → Vĩnh Bình hầu → Thế tử Ung châu → Ung Châu vương → Dân thường Nhị hoàng tử Ung Châu, một trong tứ đại công tử thiên hạ, cha là Ung Vương mẹ là Tiên Vương hậu Ỷ Ca. Ôn nhu nho nhã, tinh thông cầm kỳ thư họa, nhưng thân thể dễ suy nhược vì hồi nhỏ bị Bách Lí thị hạ độc hãm hại nhiều lần nhưng vẫn sống được. Để thoát khỏi sự khống chế của ả, Phong Lan Tức lấy cớ dưỡng bệnh, sống lâu năm ở Ôn Tuyền cung rồi hồi kinh. | Biên Giang        |
| Dương Dương Thiếu niên: Từ Uy La Đồng niên: Lưu Dịch Nhiễm | Hắc Phong Tức   | Là tên giang hồ của Phong Lan Tức, một trong tứ đại công tử thiên hạ, cùng với Bạch Phong Tịch nổi tiếng là hai tuyệt thế cao thủ. Chỉ mất thời gian 8 năm để kiến lập cơ cấu tình báo dân gian lớn nhất thiên hạ -- Ẩn Tuyền Thủy Tạ, tuấn nhã tuyệt luân, dung mạo tuyệt thế, biết tính toán kế sách và có lòng với thiên hạ. Trong mắt Bạch Phong Tịch hắn là kẻ phúc hắc (thích cưỡng chế) nhất trong võ giới nên cô hay gọi Hắc Phong Tức là Hắc Hồ ly.              | Biên Giang        |
| Triệu Lộ Tư Thiếu niên: Lưu Kỳ Kĩ Đồng niên: Trương Hi Duy | Phong Tích Vân  | Tích Vân công chúa xứ Thanh Châu → Thanh Châu vương → Dân thường Tích Vân Công chúa của Thanh Châu, thiên tư thông tuệ, nhan sắc tuyệt thế xưa nay chưa từng có. Năm 10 tuổi đã viết 《 Luận cảnh đài thập sách 》, nức tiếng thiên hạ. Từng gặp Phong Lan Tức lúc thiếu thời. | Lộ Hi Nhiên       |
| Triệu Lộ Tư Thiếu niên: Lưu Kỳ Kĩ Đồng niên: Trương Hi Duy | Bạch Phong Tịch | Là tên giang hồ của Phong Tích Vân, đại đệ tử của môn phái Thiên Sương, cùng với Hắc Phong Tức nổi tiếng là hai tuyệt thế cao thủ. Tướng mạo khuynh quốc khuynh thành, tuyệt đại giai nhân, tính cách tự nhiên khoáng đạt, không quan tâm tiểu tiết. Lưu lạc giang hồ từ năm 12 tuổi, đi ngao du khắp Đông triều đại lục, khi đi giang hồ gặp Hắc Phong Tức và kết giao thân thiết, cùng nhau liên thủ chống lại nước lửa giang hồ .                                      | Lộ Hi Nhiên       |

### Ung châu
| Diễn viên                                                            | Vai                | Giới thiệu | Phối âm Trung văn |
| Trương Phong Nghị                                                    | Ung Vương Phong Vũ | Ung Châu Vương. Lúc đầu nạp hữu Bách Lí thị làm thiếp, sau này bị ép lấy Ỷ Ca công chúa làm chính cung. | Triệu Minh Châu   |
| Lý Nhược Đồng                                                        | Bách Lí thị        | Dân thường → Ung vương thiếp thất → Kế vương hậu Xuất thân bình dân, lúc đầu được Ung Vương nạp là thiếp thất, sau khi Ỷ Ca mất vì bệnh được kế vị làm vương hậu. Là người âm hiểm đa mưu, để con mình là Phong Cử trong tương lai có thể kế thừa vương vị mà hãm hại Phong Lan Tức bao nhiêu năm trời. | Quý Quan Lâm      |
| Trương Thiên Dương Thiếu niên: Tiêu Thiêm Nhân Đồng niên: Trần Tử Kĩ | Phong Trường       | Ung Châu Đại hoàng tử → Vĩnh Tín quân Đại hoàng tử Ung Châu, được Bách Lí thị hạ sinh trước khi nhập cung, nhưng được Ỷ Ca Công chúa nuôi dưỡng, hồi nhỏ mắc chứng động kinh, bị người ta cho là bị quỷ ám, vì vậy thái độ của Bách Lí thị đối với Phong Trường không yêu cũng không ghét.              |                   |
| Lưu Nhuế Lân Đồng niên: Đào Hi Nhạc                                  | Phong Cử           | Ung Châu Tam hoàng tử → Thứ dân Tam hoàng tử Ung châu, được Bách Lí thị hạ sinh sau khi nhập cung. Vì vậy được Bách Lí thị hết sức chiều chuộng, chăm sóc và luôn luôn cố gắng hết sức đưa lên ngai vàng.                                                                                               |                   |
| Tuyên Lộ                                                             | Phượng Thê Ngô     | Gia chủ của Phuợng gia, làm lại bộ thượng thư Ung Châu. | Khâu Thu          |
| Hoàng Nghị                                                           | Chung Ly           | Người của Phong Lan Tức |                   |
| Triệu Hân Thiếu niên: Mạnh Chi Húc Đồng niên: Mã Nghệ Nhuế           | Hoàn Nương         | Thị nữ bảo vệ và phục vụ Phong Lan Tức từ lúc còn nhỏ. |                   |
| Giang Bách Huyên                                                     | Nhậm Như Tùng      | Tướng Ung châu, lão sư của Phong Lan Tức. Được Ỷ Ca công chúa phó thác trắc nhiệm chăm sóc Phong Lan Tức, đây là một trong số ít người biết được thân phận thật của Hắc Phong Tức. |                   |
| Triệu Trác Đình                                                      | Nhậm Xuyên Vân     | Con trai của Nhậm Như Tùng, thủ hạ tốt của Phong Lan Tức. |                   |
| Vương Hiên                                                           | Nhậm Xuyên Vũ      | Con trai của Nhậm Như Tùng, thủ hạ tốt của Phong Lan Tức. |                   |
| Hoắc Thanh                                                           | Bùi Hữu Thuyết     | Đại học sĩ Ung Châu |                   |
| Mộng Tần                                                             | Ỷ Ca               | Em gái của Hoàng đế nước Đại Đông, người ta hay gọi là Ỷ Ca công chúa, tiên vương hậu lUng Châu, sinh mẫu của Phong Lan Tức. |                   |
| Tiết Băng                                                            | Thích Quốc Công    | |                   |
| Lâm Tuyết Phiêu                                                      | Thích Trừng Nương  | Con gái của Thích Quốc Công |                   |
| Vương Bạc Thanh                                                      | Phong Ninh         | Vương gia Ung Châu |                   |
| Nhạc Dược Lợi                                                        | Tần Tương          | Tể tướng Ung Châu |                   |
|                                                                      | Nguyên Lộc         | Tổng quản đại nội Ung Châu |                   |

### Thanh châu, môn phái Thiên Sương
| Diễn viên                              | Vai             | Giới thiệu | Phối âm Trung văn |
| Mã Dược                                | Phong Hành Đào  | Vua xứ Thanh Châu |                   |
| Lý Cửu Lâm                             | Phong Tả Nguyệt | Thế tử Thanh Châu |                   |
| Phó Bạc Hàm Thiếu niên: Lư Triển Tường | Hàn Phác        | Thiếu chủ Hàn gia, con trai Hàn Huyên Linh, sau khi Hàn gia bị diệt được Bạch Phong Tịch cho gia nhập Thiên Sương Môn |                   |
| Tưởng Khải                             | Bạch Kiến Đức   | Chưởng môn Thiên Sương Môn, sư phụ của Bạch Phong Tịch                                                                |                   |
| Ngải Mễ                                | Bạch Lang Hoa   | Sư muội của Bạch Phong Tịch, con gái của Bạch Kiến Đức                                                                |                   |
| Vương Hoằng Nghị                       | Tu Cửu Dung     | Đệ tử Thiên Sương Môn                                                                                                 |                   |
|                                        | Cố Vũ           | Đệ tử Thiên Sương Môn, bị diệt khẩu trong vụ Khoa Cử Vũ tệ án                                                         |                   |
|                                        | Lục Thập        | Đệ tử Thiên Sương Môn                                                                                                 |                   |

### Ký châu
| Diễn viên                          | Vai              | Giới thiệu | Phối âm Trung văn |
| Trịnh Hiểu Ninh                    | Ký vương         | Vua xứ Ký Châu |                   |
| Lại Nghệ Đồng niên: Trương Vũ Hiên | Hoàng Triều      | Thế tử Ký Châu → Ký Châu vương → Đại Đông Hoàng đế Thế tử Ký châu, một trong tứ đại công tử thiên hạ.                                     | Ngụy Siêu         |
| Thôi Ân Từ                         | Hoàng Vũ         | Công chúa Ký Châu |                   |
| Hạ Khai Lãng                       | Yến Doanh Châu   | Liệt phong tướng quân Ký châu, thủ hạ của Hoàng Triều                                                                                     |                   |
| Trương Hạo Duy                     | Ngọc Vô Duyên    | Mưu sĩ của Hoàng Triều, có biệt danh là Ngọc công tử. Là người đứng đầu tứ đại công tử thiên hạ, thực lực không thua kém Bạch Phong Tịch. | Sử Trạch Côn      |
| Lãnh Kỷ Nguyên                     | Tiêu Tuyết Không | Tảo tuyết tướng quân Ký Châu, thủ hạ của Hoàng Triều.                                                                                     |                   |

### U châu
| Diễn viên                            | Vai             | Giới thiệu                                                   | Phối âm Trung văn |
| Vương Cương                          | U vương         | Vua xứ U châu                                                |                   |
| Đô Chiêu                             | Hoa Thuần Uyên  | Thế tử U châu                                                |                   |
| An Duyệt Khê Đồng niên: Hình Vận Gia | Hoa Thuần Nhiên | U Châu Công chúa → Đại Đông Hoàng hậu Đệ nhất mỹ nhân U Châu | Hạ Văn Tiêu       |
| Triệu Nhiễm                          | Mã Mạnh Khởi    | Gia chủ Mã gia, sở hữu Mã thuật                              |                   |

### Thương châu
| Diễn viên   | Vai | Giới thiệu                 | Phối âm Trung văn |
| Trương Quân |     | Đại tương quân Thương châu |                   |
|             |     | Hoạn quan Thương châu      |                   |

### Bắc châu
| Diễn viên       | Vai            | Giới thiệu                        | Phối âm Trung văn |
| Hắc Tử          | Bắc vương      | Vua xứ Bắc châu                   |                   |
| Tông Phong Nham | Hàn Huyền Linh | Gia chủ Hàn gia, cha của Hàn Phác |                   |

### Vai khác
| Diễn viên       | Vai               | Giới thiệu                                                                                    | Phối âm Trung văn |
| Dịch Đại Thiên  | Cảnh Viêm         | Thái tử Đại Đông                                                                              |                   |
| Đỗ Chí Quốc     | Thuần Hi Đế       | Hoàng đế Đại Đông                                                                             |                   |
| Lư Dũng         | Đông Thù Phóng    | Tướng quân Đại Đông                                                                           |                   |
| Vương Đức Thuận | Thái Âm Lão Nhân  | Đại sư phụ của võ công đương thời, sáng lập ra công pháp Sơn khốn cục và Lan nhân bích nguyệt |                   |
| Ôn Hải Ba       | Thiên Cơ Lão Nhân | Đại sư phụ của võ công đương thời                                                             |                   |
|                 | Vương Thủy Long   | Một trong những người hộ lệnh                                                                 |                   |

## Nhạc phim

### Trung Quốc đại lục
| Nhạc phim《 Thả thí thiên hạ 》 | Nhạc phim《 Thả thí thiên hạ 》 | Nhạc phim《 Thả thí thiên hạ 》 | Nhạc phim《 Thả thí thiên hạ 》 | Nhạc phim《 Thả thí thiên hạ 》 | Nhạc phim《 Thả thí thiên hạ 》 |
| STT                             | Nhan đề | Phổ lời                         | Phổ nhạc                        | Diễn xướng                      | Thời lượng                      |
| ------------------------------- | --- | ------------------------------- | ------------------------------- | ------------------------------- | ------------------------------- |
| 1.                              | "Vô song " (Nhạc đầu phim) | Trần Linh Tử                    | Từ Lâm                          | Lưu Vũ Ninh                     |                                 |
| 2.                              | "Phong Tức (Tên bài hát Phong Tức (风息) không phải là Hắc Phong Tức, mà được ghép từ “Phong” trong “Bạch Phong Tịch” (白风夕) và “Tức” trong “Hắc Phong Tức” (黑丰息).)" (Nhạc kết phim) | Trương Tĩnh Di                  | Lưu Huyễn Đậu                   | Hồ Ngạn Bân , Diệp Huyền Thanh  |                                 |
| 3.                              | "Nhất mộng phù sinh" (Nhạc lúc hai nhân vật chính có những phút giây tình cảm) | Trần Hi                         | Đổng Đông Đông, Trần Hi         | Uông Tô Lang                    |                                 |
| 4.                              | "Cô chú" (Sáp khúc) | Trần Hi                         | Đổng Đông Đông                  | Đàm Duy Duy                     |                                 |
| 5.                              | "Như mộng" (Sáp khúc) |                                 |                                 | Lại Mỹ Vân                      |                                 |

## Sản xuất

### Đoàn làm phim
| Nhà sản xuất        | Tôn Trung Hoài, Dương Hiểu Bồi |
| Chế tác             | Dương Hiểu Bồi (nhà chế tác chính), Phương Phương (nhà chế tác chính), Chúc Khải (nhà chế tác), Vương Thư Minh (nhà chế tác), Trần Tinh Tinh (nhà chế tác cấp dưới), Trang Nham (nhà chế tác cấp dưới) |
| Giám chế            | Hàn Chí Kiệt (tổng) |
| Nguyên tác          | Khuynh Linh Nguyệt |
| Đạo diễn            | Doãn Đào ( tổng ), Vu Vĩnh Cương ( đạo diễn tổ B ) |
| Biên kịch           | Trương Kiêu, Thượng Mộng Lộ |
| Phối nhạc           | Trần Hi ( tổng giám âm nhạc) , Đổng Đông Đông ( sáng tác lời nhạc ) |
| Biên tập            | Lý Cương |
| Đạo cụ              | Lưu Dũng, Thiệu Xương LÂm |
| Đạo diễn casting    | Hà Trí Bằng |
| Đạo diễn phối âm    | Biên Giang, Bạch Tâm Toản |
| Chỉ đạo nghệ thuật  | Dương Hiểu Bồi |
| Thiết kế Mỹ thuật   | Thiệu Xương Dũng |
| Chỉ đạo động tác    | Thạch Chiêm Lợi |
| Thiết kế tạo hình   | Phương Tư Triết |
| Thiết kế phục trang | Tôn Diễm Băng |

### Ký sự
- Vào ngày 27 tháng 10 năm 2020, Đại hội V Tencent Video công bố Triệu Lộ Tư sẽ đóng vai nữ chính Bạch Phong Tịch (Phong Tích Vân).
- Ngày 3 tháng 2 năm 2021, Thả thí thiên hạ chính thức khởi quay tại Phim trường Hoàng Điếm và mở một lễ khai màn có sự tham gia của nữ diễn viên chính Triệu Lộ Tư, nam diễn viên chính Dương Dương vắng mặt mà ủy thác cho người đại diện tham gia.[5]
- Ngày 23 tháng 2 năm 2021, đoàn làm phim và nam diễn viên chính Dương Dương bắt đầu bấm máy.
- Ngày 8 tháng 4 năm 2021, tài khoản Weibo chính thức của phim Thả thí thiên hạ tuyên bố tên của các diễn viên đóng phim và đoàn làm phim phát hành áp phích của các nhân vật chính.
- Ngày 12 tháng 6 năm 2021 phim đã được quay xong, đợi ngày phát hành.
- Ngày 8 tháng 4 năm 2022 đoàn phim tuyên bố phim sẽ bắt đầu chiếu vào ngày 18 tháng 4 và phát hành trailer định hướng “Tàmm nhìn cực hạn” và bản dự cáo “Anh hùng tranh hươu". Tài khoản Weibo chính thức viết "Sóng quạt giấy tung bay, dải lụa trắng tiêu dao như một con rồng. Trên cái nên tuyệt mỹ đó, Hắc Phong Tức (Dương Dương đóng) và Bạch Phong Tịch (Triệu Lộ Tư đóng) đã chuẩn bị hoàn tất. Hãy cùng chờ đợi họ phiêu bạt giang hồ!"
- Ngày 9 tháng 4 năm 2022 đoàn phim phát hành các hình ảnh tĩnh ấn tượng trong phim
- Ngày 22 tháng 4 phim bắt đầu chiếu trên Netflix
- Ngày 4 tháng 5, theo các báo mạng Hàn Quốc, đài truyền hình Hàn Quốc xác nhận đã mua bản quyền phát sóng bộ phim cổ trang 《 Thả thí thiên hạ 》, phương thức phát sóng là phát cả hai bản là sub và thuyết minh

### Sau hậu trường
Thả thí thiên hạ do nhà sản xuất Dương Hiểu Bồi và Phương Phương hợp tác sản xuất. Nhà sản xuất Dương Hiểu Bồi đã từng phụ trách các phim Trạch thiên ký; Phù Dao hoàng hậu; Toàn chức cao thủ; Thiên cổ quyết trần và Thả thí thiên hạ. Bà là nhà sản xuất giỏi, tạo ra nhiều phim hay. Tổng chế sản xuất Phương Phương đã tham gia chế tác Ma thổi đèn - Tinh tuyệt cổ thành; Trần tình lệnh.

## Tiểu thuyết nguyên tác
| Thời gian xuất bản | Tên sách               | Tác giả            | NXB                                         | ISBN               |
| ------------------ | ---------------------- | ------------------ | ------------------------------------------- | ------------------ |
| Tháng 5 năm 2007   | 《 Thả thí thiên hạ 》 | Khuynh Linh Nguyệt | Nhà xuất bản Văn nghệ Phượng hoàng Giang Tô | ISBN 9789863255758 |

## Giải thưởng
Tháng 11 năm 2021, Thả thí thiên hạ đoạt giải “Danh sách video Trung Quốc năm 2021” và “Phim được mong đợi nhất năm”.

## Nghi vấn đạo nhái
Vào tối ngày 28 tháng 4 năm 2022, cư dân mạng liên tục đăng trên Weibo nói rằng một phần tình huống phim Thả thí thiên hạ rất giống với phim Hạc lệ hoa đình xuất bản năm 2019 về cốt truyện, lời thoại và góc quay. Tin đồn đạo nhái ngay lập tức xuất hiện. Một số cư dân mạng đã so sánh một số câu thoại, tình huống và góc quay của hai bộ phim truyền hình Thả thí thiên hạ và Hạc lệ hoa đình và cho rằng có sự đạo nhái rõ ràng. So sánh ảnh của hai bộ phim truyền hình do cư dân mạng cung cấp cho thấy những tình huống của phim Thả thí thiên hạ, đặc biệt là “Khoa tràng vũ tệ án” từ tập 11-13 thực sự giống với Hạc lệ hoa đình, cả bộ phân phân kính cũng tương tự. Cư dân mạng cho rằng, tình huống "Quân mã án" của Thả thí thiên hạ cũng tựa như Hạc lệ hoa đình. Một cư dân mạng khác đã so sánh nhiều bối cảnh nhân vật và âm mưu trong phim cũng nhận thấy sự trùng hợp đến ngỡ ngàng. Nam chính đều là con chính thê, không được cha yêu thương nhiều, có một người mẹ kế độc ác, chỉ sủng ái con mình đẻ ra. Cũng có cư dân mạng chỉ ra rằng những tình huống như “Khoa tràng vũ tệ án”; "Quân mã án" đều không có trong nguyên tác tiểu thuyết Thả thí thiên hạ, mà là do biên kịch phim tự “sáng tác”. Tuy nhiên, một số cư dân mạng cho rằng những tình tiết kiểu này khá phổ biến đến mức "sáo rỗng" trong các bộ phim cổ trang cung đình, chả qua chỉ là trùng hợp ngẫu nhiên. Vào ngày 2 tháng 5, tác giả của tiểu thuyết Thả thí thiên hạ Khuynh Linh Nguyệt nói rằng tác phẩm của mình không đạo văn và đoàn làm phim Thả thí thiên hạ chưa bao giờ nói với cô về các tình tiết thêm vô này. Cô nóiː "Tôi chưa xem phim (một phần vì chưa chuẩn bị tâm lý) và tôi không biết phim có đạo nhái không, còn tiểu thuyết thì chắc chắn không rồi đó”.  

## Nhận xét phim
Báo 《 Bành phái tân văn vu lý 》 bìnhː
| “ | Phim là sự kết hợp thuần thục giữa thể loại võ hiệp và quyền mưu, có giang hồ có miếu đường, mô hình cốt truyện khá lớn. Tuy nhiên những chi tiết võ hiệp hơi nhanh. Lúc thì Hàn gia, lúc thì Đoạn hồn môn, lúc thì Kỳ gia, Thượng gia, quan hệ quá phức tạp và xoay vòng liên tục, làm cho khán giả cảm thấy rối, rồi ngỡ ngàng hóa ra những tình tiết này chỉ là “công cụ” bệ phóng cho tình cảm của nam nữ chính. Rồi đến tập 12 còn có cuộc chiến quyền mưu giữa Phong Lan Tức và anh cả cùng cha khác mẹ Phong Trường, tam đệ Phong Cử. Về tình tiết tình cảm, thật lòng mà nói, sự yêu hận giữa hai đại cao thủ tại giang hồ và miếu đường hơi thô và chưa sâu sắc lắm. Tuy cũng có “ngọt” đấy nhưng cái "ngọt" đó vẫn chưa đủ làm khán giả "nghiện". | ” |

Còn báo "Tân kinh" cho rằngː
| “ | Phim kết hợp khá tốt cuộc tranh đấu quyết liệt trong giang hồ và miếu đường, mở ra một thế giới rộng lớn và đa chiều, đồng thời làm cho cốt truyện trở nên phong phú và đa dạng hơn. Phim không chú trọng lắm tình ái mà hướng quần chúng hướng đến tinh thần nghĩa hiệp và gia quốc nhất quán của một nhóm người mà đứng đầu là Phong Lan Tức và Bach Phong Tức. Bất luận là vai chính hay vai phụ, mỗi vai đều mô tả phong phú nội tâm đa diện và phức tạp, chứ không phải tính cách một màu. Bằng cách khắc họa đa dạng hình tượng những người trẻ hào hiệp, phim đã cho thấy được hình tượng hào hiệp và hào sảng cũng như tình cảm gia quốc đầm ấm nên phim được giới trẻ rất yêu thích. Hai nam nữ chính đều rất coi trọng và sùng mộ những đức tính “hiệp nghĩa”, “trách nhiệm” “gia quốc” “thủ hộ”, tình yêu của hai người họ cũng đậm những sắc thái nghĩa hiệp này. Quan hệ ái tình bình đẳng độc lập giữa Hắc Phong Tức và Bạch Phong Tịch đã làm nhiều khán giả phải trầm ngân suy nghĩ và đồng cảm với bộ phim. Bất luận là vai chính hay vai phụ, mỗi vai đều mô tả phong phú nội tâm đa diện và phức tạp, chứ không phải tính cách một màu. Nam chính là nhị hoàng tử Ung châu cơ thể yếu ớt Phong Lan Tức, và cũng là Hắc Phong Tức chủ nhân của tổ chức tình báo lớn nhất giới giang hồ “Ẩn tuyền thủy tạ”. Hắn thiện trường mưu lược, được Bạch Phong Tịch hay gọi là “Hắc hồ li”, nhưng nội tâm hắn một mặt cũng ôn nhu nhân từ; nữ chính là nữ hiệp có tiếng hay đi cùng Hắc Phong Tức tên là Bạch Phong Tịch. Đây là thân phận khác của công chúa Thanh châu Phong Tích Vân. Bên ngoài thì hành sự ngỗ ngược, tuyệt đối không bao giờ chịu thiệt, nhưng trong nội tâm thì luôn duy trì tính chuộng chính nghĩa và thiện lương, thích hành hiệp trượng nghĩa, cứu trợ người khốn khó nhưng cũng hay lâm vào tuyệt cảnh, nhưng không bao giờ bị tha hóa. | ” |

## Đón nhận
Bộ phim đã vượt mốc 2,8 tỷ lượt xem trên Tencent Video vào ngày 16 tháng 5 năm 2022.

## Tư liệu tham khảo
1. ↑  "dương dương, triệu lộ tư chủ diễn điện thị kịch 《 thả thí thiên hạ 》 định đương 4 nguyệt 18 nhật". tân kinh báo. ngày 8 tháng 4 năm 2022.
2. ↑  "Review Thả Thí Thiên Hạ: Diễn viên đẹp, diễn xuất đơ, giống xem kịch hơn là xem phim". Blog Ăn chơi. ngày 19 tháng 4 năm 2022.
3. ↑  "vô song - ma đăng huynh đệ lưu vũ ninh". QQ âm nhạc.
4. ↑  "Bài hát "Phong Tức"".
5. ↑  《 thả thí thiên hạ 》 đê điều khai cơ, dương dương tạm vị tiến tổ, triệu lộ tư xanh 9 bả tán già tạo hình . Tân lãng tài kinh võng.2021-02-06
6. ↑  thả thí thiên hạ · hoàn mỹ điển tàng bản trên trang Douban (bằng tiếng Trung Quốc)
7. ↑  thả thí thiên hạ ( thượng hạ ) trên trang Douban (bằng tiếng Trung Quốc)
8. ↑  "电视剧《且试天下》获第22届中国视频榜"年度期待剧集"". Bản gốc lưu trữ ngày 14 tháng 5 năm 2022.
9. ↑  "《且试天下》疑似抄袭《鹤唳华亭》 剧方没动静，两部原著作者先发声".
10. ↑  "《且试天下》疑抄袭《鹤唳华亭》 原著作者先发声".
11. ↑  "《且试天下》抄袭《鹤唳华亭》？小说作者：没有参与电视剧制作". Bản gốc lưu trữ ngày 11 tháng 5 năm 2022.
12. ↑  "《且试天下》：当杰克苏遇到玛丽苏".
13. ↑  "杨洋、赵露思新剧《且试天下》热播，年轻群像传递侠义精神".
14. ↑  "《且试天下》上线十一天，播放量破10亿，实火！". Sohu (bằng tiếng Trung). ngày 1 tháng 5 năm 2022. Truy cập ngày 2 tháng 5 năm 2022.